# Slanke trechterzwam
De slanke trechterzwam (Infundibulicybe gibba, synoniem: Clitocybe gibba) is een schimmel uit de orde Agaricales. Hij leeft tussen bladeren en naalden op voedselarm zand of leem. De vruchtlichamen verschijnen vanaf eind juni en komen het meest voor in augustus en september. Ze groeien meestal in groepen vaak in rijen en ringen. In de herfst vanaf eind oktober zijn ze slechts sporadisch te vinden.

## Kenmerken

### Uiterlijke kenmerken
Hoed
De hoed heeft een diameter van 3 tot 8 cm, convex als hij jong is, maar wordt snel plat en wordt al snel trechtervormig. De hoed, die crèmekleurig of leerbruin tot okerbruin, soms vleesroze is, heeft meestal een kleine, stompe bult in het midden. De kleur is bleek roze-achtig geel tot okerkleurig. De kleur vervaagt als het droogt. Het oppervlak is zijde-achtig glad en de rand is aanvankelijk sterk ingerold, bij oudere vruchtlichamen is deze min of meer geribbeld en vaak golvend.
Lamellen
De lamellen zijn aflopend, staan dicht opeen en zijn wittig van kleur. Sommige zijn soms gevorkt. Bij oudere vruchtlichamen zijn de lamellen meer crèmekleurig.
Steel
De steel heeft een lengte van 3 tot 8 cm en een dikte van 5 tot 10 mm. De witachtige of in ieder geval veel lichter dan de hoedkleurige steel heeft aan de basis een witachtig myceliumvilt.
Vlees
Het witte, bleekgele vruchtvlees is vrij taai en vrij dun naar de rand van de hoed toe.
Geur en smaak
De geur is aangenaam zoet tot bitter amandelachtig en de smaak is mild.

### Microscopische kenmerken
De gladde, elliptische tot druppelvormige sporen zijn 5,5 tot 8 µm lang en 3,5 tot 5 µm breed.

## Verspreiding
Hij komt voor van de laaglanden tot in de bergen. Het is vrij verspreid boven 800 m en zeldzaam boven 900 m. Het is een austraal-austrosubtropische en meridionale tot arctische soort en komt daarom voor in Australië, Noord-Afrika, Noord-Amerika en Europa. Het is wijdverbreid in Duitsland en Oostenrijk, evenals in grote delen van Europa en waarschijnlijk nergens echt zeldzaam.
In Nederland komt hij algemeen voor. Hij is niet bedreigd en staat niet op de rode lijst.